# Manina (Operette)
Manina ist eine Operette in vier Bildern von Nico Dostal. Das Libretto stammt von Hans Adler und Alexander Lix. Uraufführung war am 28. November 1942 im Admiralspalast in Berlin. Von der Operette existiert auch eine Neufassung aus dem Jahr 1956; aber bei dem nachfolgenden Artikel geht es um die Urfassung.

## Orchester
Zwei Flöten, zwei Oboen, drei Klarinetten, zwei Fagotte, vier Hörner, zwei Trompeten, drei Posaunen, eine Basstuba, eine Harfe, zwei Mandolinen, großes Schlagwerk und Streicher

## Bühnenbilder
Bild 1: Ein Empire-Salon in Süddeutschland; Bild 2: Wohnstube im Balkanstil; Bild 3: Romantischer Hauptplatz der Residenzstadt; Bild 4: Gartenterrasse mit Pergola am Meer

## Handlung
Die Operette spielt in Süddeutschland und in dem fiktiven Königreich Catatea auf dem Balkan um 1900.
Auf Wunsch ihrer Tante, der Gräfin Amelie Wenderott-Peutingen, hat sich Komtess Hella von Liechtenau mit dem König des Balkan-Staates Catatea verlobt. Eine Delegation ihres Bräutigams hat sie in ihrer süddeutschen Heimat abgeholt. Bald soll in Catatea prunkvoll Hochzeit gefeiert werden. Hella wird freudig empfangen; aber ihr künftiger Gatte scheint wie vom Erdboden verschluckt zu sein. 
Die junge Frau nutzt die Gunst der Stunde, um dem von ihr so sehr verehrten Dichter Mario Zantis einen Besuch abzustatten. Sie hat fast alle seine Werke gelesen – am meisten schätzt sie dessen Gedicht über das Fischermädchen Manina, das später Königin wird – und hegt schon lange den Wunsch, den Poeten einmal persönlich kennenzulernen. Hella stellt sich dem Dichter als „Manina“ vor und verheimlicht ihm den Anlass, der sie nach Catatea geführt hat. Beide sind sich gleich sympathisch. Hella erfährt von dem Dichter, dass sich der König häufig mit seiner Geliebten, der Sängerin Fiametta, in sein Lustschloss zurückziehe. Dies sei auch heute wieder der Fall gewesen. Fiametta habe es ihm selbst gesagt, auch dass sie ihn aus Eifersucht eingeschlossen habe. Nach und nach funkt es zwischen den beiden und die Sympathie schlägt in Liebe um. Hella bleibt die ganze Nacht bei Mario.
Kaum hat Hella am nächsten Morgen Marios Haus verlassen, wird der Dichter verhaftet. Von der Polizei erfährt er, die Chansonette Fiametta habe in einem Nachtklub ein Spottlied auf den König vorgetragen und ihn, Mario Zantis, als Verfasser ausgegeben. Dies sei dem König zu Ohren gekommen, worauf er verfügt habe, Mario auf Lebenszeit aus Catatea zu verbannen.
Die Traumhochzeit zwischen Hella und dem König kommt doch noch zustande. Das Glück währt aber nur kurze Zeit; denn der König betrügt seine Frau weiterhin mit seiner Mätresse. Obwohl Hella schon neun Monate nach der Hochzeit einem Thronfolger das Leben schenkt, ist ihre Ehe nicht zu retten. Es folgt die Scheidung. Der König dankt ab, um sich nur noch seiner Geliebten widmen zu können. Jetzt ist Hella die alleinige Herrscherin über Catatea.
Als Mario in seinem Exil erfahren hat, was in seinem Heimatland vorgefallen ist, kehrt er nach Catatea zurück. Er hat nur noch den Wunsch, „Manina“ zu finden, die seit jener denkwürdigen Nacht nicht mehr aus seinen Gedanken verschwunden ist. Bei der Suche nach ihr wird ihm bewusst, dass „seine“ Manina und die amtierende Königin ein und dieselbe Person sind. Es folgen noch ein paar Irrungen und Wirrungen, aber letztendlich kommt es doch noch zum Happy End. Dabei stellt sich heraus, dass Mario der wirkliche Vater des Thronfolgers ist.

## Bekannte Lieder und Schallaufnahmen
- Ich such‘ in jeder Frau Manina
- Ich habe nur an dich gedacht
- Die Uraufführung wurde live im Radio (REICHSSENDER KÖLN) gesendet. Es existiert ein Mitschnitt von 14 Minuten auf Decelithplatten.Leitung: Paul Hühn.